# Koban

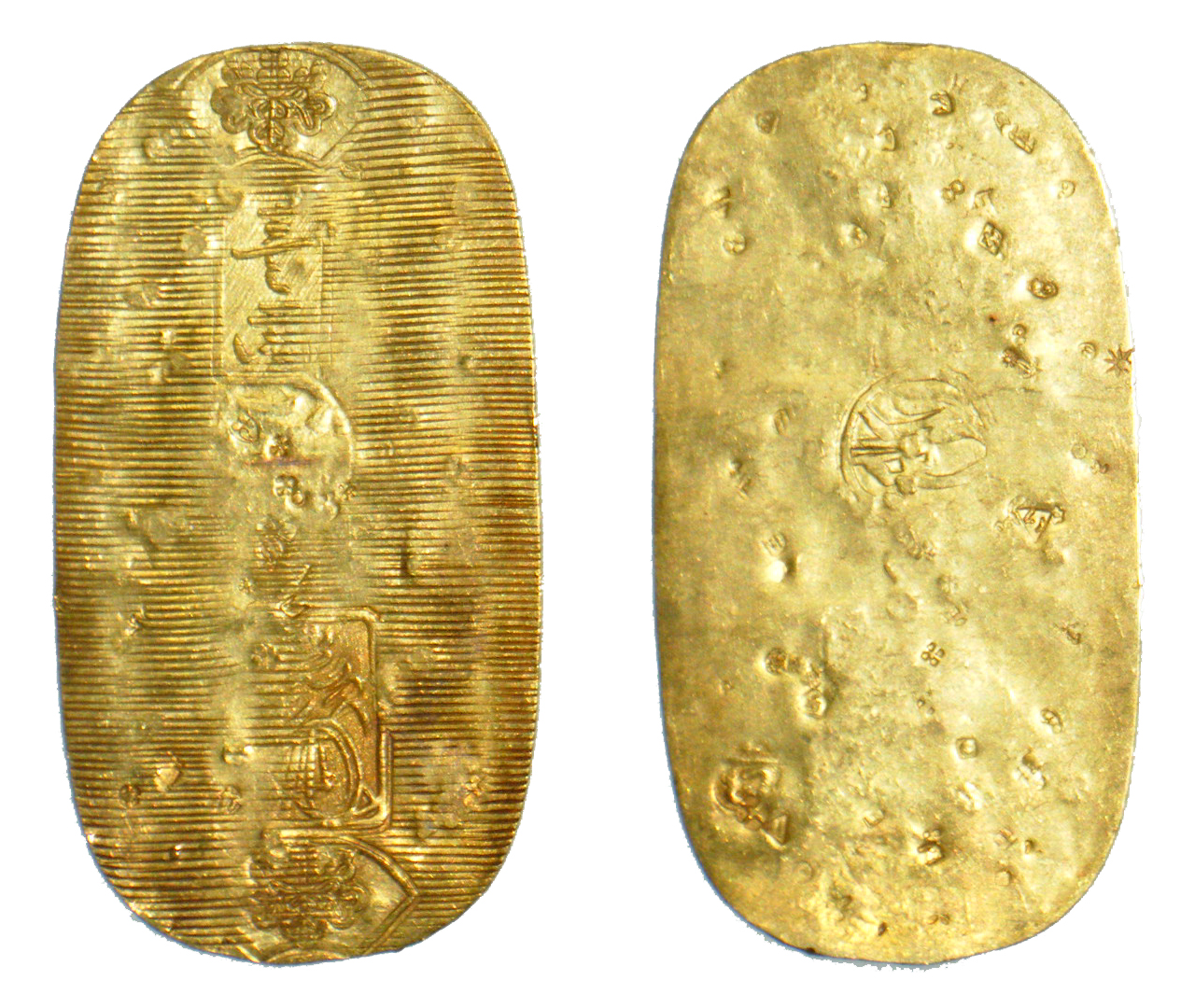
Twee zijden van een koban

Een koban (Japans: 小判) is een ovale gouden munt die gebruikt werd in de Japanse Edoperiode.
De gebruikelijke handelseenheid voor binnenlands gebruik in die tijd was de koku, de hoeveelheid rijst die één persoon één jaar kon voeden, maar de buitenlandse handelaren die vanaf de zestiende eeuw Japan aandeden, gaven de voorkeur aan gouden munten. De koban was in principe in waarde gelijk aan een ryō goud (ongeveer drie koku), maar het precieze gewicht en gehalte werden bepaald door de shogun, wiens wapen ze droegen. In het algemeen kan men zeggen dat de koban in de loop van de tijd steeds minder waard werd doordat de nieuwere koban vaak minder goud bevatten dan oudere - zozeer zelfs dat op een gegeven moment oude vervalsingen gewilder waren dan nieuw aangemunte koban. Isaac Titsingh meldt in zijn Bijzonderheden over Japan dat er oudere koban in omloop waren die ca. 24 gulden waard waren, terwijl de nieuwe slechts ongeveer de helft waard waren.
Tijdens de Meiji-restauratie in de tweede helft van de negentiende eeuw werd de koban, evenals de andere oude Japanse munten, afgeschaft en vervangen door een op Europese valutastelsels gebaseerde munt, de yen.
De Maneki Neko (Japanse gelukskatten) dragen vaak een namaakkoban.